# 瓦力欧之森
《瓦里奥之森》是任天堂开发的益智游戏，于1994年2月19日在日本紅白機平台，與《薩爾達傳說1》的重新發行卡帶版本同時推出，以配合新設計AV Famicom的發佈（歐美稱為New-Style NES或NES 2）。游戏于1994年12月10日同时在北美NES和超级任天堂推出，这是北美最后一款官方NES游戏，亦是唯一一款被剛創立不久的ESRB評級的NES游戏。紅白機/NES版后来在各Virtual Console平台及任天堂Switch線上服務平台再版。
本作為瑪利歐系列和瓦力欧系列的衍生作，玩家需要控制奇諾比奧完成任務，以擊敗控制著「和平森林」的瓦利歐及其手下怪獸。遊戲玩法圍繞著每個關卡通過使用炸彈來清除怪獸群體。該遊戲還具有多人遊戲模式，允許兩個玩家相互競爭。